# 잔드
잔드(1750년 ~ 1794년, 페르시아어: زندیان)는 이란에 일어났던 왕조이다. 아프샤르 왕조의 나디르 샤가 암살된 후 루르족의 한 분파인 잔드 부족의 카림 칸은 여러 지방의 군웅 할거를 타파하고 이란 전토를 통일하였다. 그는 선정을 베풀고 수도의 미화에 노력하였다. 그러나 그의 사후(1779), 동족 중에 왕위 쟁탈전이 격화되자 1794년 카자르 제국에 의해 멸망당하였다.